# Корпускулярна теорія світла
Корпускуля́рна тео́рія сві́тла (також емісі́йна тео́рія) — теорія про природу світла, яку в XVII столітті обґрунтували П'єр Ґассенді та Ісаак Ньютон. Згідно з нею, світло складається з дрібних частинок («корпускул»), випромінюваних світними тілами. Вони рухаються по прямій лінії зі скінченною швидкістю, мають масу та імпульс. На противагу корпускулярній теорії, обговорювалося також альтернативне уявлення Рене Декарта та Роберта Гука: світло є хвилями в ефірі.
Корпускулярна теорія добре узгоджувалась із законами геометричної оптики, проте інші оптичні явища, відкриті в тому ж XVII столітті (дифракція та інтерференція) поясненню з корпускулярних позицій піддавалися погано. Ньютон присвятив цим явищам другу і третю книгу своєї «Оптики» (1704), обмежившись побудовою їх математичної моделі, хоча все ж таки схилявся до корпускулярної теорії. У ХІХ столітті переміг хвильовий підхід. Однак на початку XX століття з'ясувалося, що світло має двоїсту природу і може, залежно від ситуації, виявляти як корпускулярні, так і хвильові властивості.

## Історія

### Перші гіпотези про природу світла
Розвиток геометричної оптики наштовхував учених давнини на думку, що світні тіла випускають світло у вигляді деякої променистої матерії (флюїду). Погляди піфагорійців та Емпедокла (V століття до н. е.) були близькими до емісійної теорії. Зокрема, Платон і Евклід вважали джерелом зору світловий флюїд, що виходить з ока і зливається зі сонячним світлом. Атомісти Епікур і Лукрецій Кар також вважали, що світло є видом матерії. Арістотель критикував атомістів, проте ясної власної теорії не висунув. Твори античних авторів з оптики (зокрема Клавдія Птолемея та Герона) містять більше геометрії, ніж фізики.
Арабський натурфілософ Ібн аль-Хайсам (XI століття) відкинув теорію, що око випромінює власні промені, і правильно пояснив механізм зору. Англійський учений Роджер Бекон (XIII століття) першим висловив думку, що світло — це не потік якихось частинок, а «поширення руху», тим самим давши перший натяк на хвильову теорію світла.

### Ґассенді
Ядром філософії П'єра Ґассенді є його теорія атомістичної матерії. У своїй роботі Syntagma Philosophicum («Філософський трактат»), опублікованій посмертно 1658 року, він спробував пояснити природні явища, включно зі світлом, у термінах атомів та порожнечі. Ґассенді вважав, що атоми рухаються в порожньому просторі, що суперечить арістотелівській думці про те, що Всесвіт повністю заповнений матерією.
Ґассенді стверджував, що світло — це потік частинок, які належать до різних типів (наприклад, кольорів). У його оптиці атомістична теорія світла протистоїть поглядам Декарта на світло як хвильовий рух. Для Ґассенді світло — це властивість, яку переносять певні атоми (лат. atomi lucificae), ідентичні атомам тепла. Вони мають тенденцію рухатися з надзвичайно високою швидкістю, тому що на їхньому шляху зазвичай менше перешкод, ніж у більшості інших атомів.

### Ньютон
Приблизно через півстоліття після Ґассенді Ісаак Ньютон використовував чинні корпускулярні теорії для розробки своєї теорії частинок світла.Судячи зі збережених записів, на початку своєї наукової діяльності Ньютон схилявся до хвильової теорії світла. 1672 року він стверджував, наприклад, що колір пов'язаний із частотою хвиль світла:
Найбільші коливання ефіру дають відчуття червоного кольору, найменші та найкоротші — фіолетового, а проміжні — проміжних кольорів.Оригінальний текст (рос.)
Наибольшие колебания эфира дают ощущение красного цвета, наименьшие и наиболее короткие — фиолетового, а промежуточные — промежуточных цветов.
Однак пізніше Ньютон змінив свою позицію і перетворився на рішучого супротивника хвильової теорії. Причину цього він сформулював у своєму трактаті «Оптика» (питання 28): несумісність прямолінійного поширення світла з його хвильовим характером. Ньютон дійшов висновку, що геометричні властивості відбиття і заломлення світла можна пояснити, тільки якщо світло складається з частинок-корпускул. Зважаючи на все, Ньютон не усвідомлював, що явище дифракції якраз і доводить непрямолінійність поширення світла (парадоксально, але навіть Гук і Гюйгенс, прихильники хвильової теорії, цього не зрозуміли).

### Подальший розвиток
Корпускулярна теорія, яку розвинув Ньютон, переважала у фізиці понад 100 років, частково через великий престиж Ньютона. На початку XIX століття, коли корпускулярна теорія не змогла адекватно пояснити дифракцію, інтерференцію та поляризацію світла, від неї відмовилися на користь хвильової теорії Юнга — Френеля.
Певною мірою корпускулярна теорія світла відродилася у XX столітті, коли було виявлено явища, які за допомогою хвильової теорії пояснити не вдалося: тиск світла, фотоефект, комптон-ефект і закони теплового випромінювання. Нині світло розглядають як хвилю та потік частинок одночасно. Частинки світла отримали спеціальну назву: Макс Планк назвав їх світловими квантами (1900), а Гілберт Льюїс — фотонами (1926). Обидві ці назви використовують досі.